# Tawi
Der Tawi ist ein 208 km langer linker Nebenfluss des Chanab im indischen Unionsterritorium Jammu und Kashmir und in der pakistanischen Provinz Punjab.

## Verlauf
Der Tawi hat seinen Ursprung im Punjab Himalaya an der Nordwestflanke des 4341 m hohen Kaplas auf einer Höhe von ungefähr 3400 m. Er strömt anfangs durch die Vorberge des westlichen Himalaya in nordwestlicher Richtung an Dudu vorbei nach Chenani, das bei Flusskilometer 150 liegt. Anschließend wendet sich der Tawi ein kurzes Stück nach Südwesten und dann nach Süden. Etwa bei Flusskilometer 150 fließt der Tawi östlich an der Stadt Udhampur vorbei.  Er durchschneidet später einen Gebirgskamm und wendet sich im Anschluss nach Westen. Der Tawi passiert etwa bei Flusskilometer 50 die Großstadt Jammu. Dort teilt er sich in zwei Flussarme auf. Der nördliche knapp 25 km lange Flussarm war vermutlich früher der Hauptfluss. Nun fließt die größere Wassermenge weiter südlich über einen 32 km langen Flussarm. Die beiden Flussarme vereinigen sich bei Flusskilometer 20. Der Tawi kreuzt 8,5 km oberhalb der Mündung noch die Line of Control zwischen Indien und Pakistan und erreicht schließlich den Chenab.